# Martin Hůlovec
Martin Hůlovec (* 1978) je český filmový producent, absolvent katedry produkce na FAMU.

## Osobní život
Narodil se a vyrostl v Praze. Po maturitě na Gymnáziu Jana Keplera v roce 1997, nastoupil na Fakultu humanitních studií Univerzity Karlovy, kde v oboru Humanitních věd získal bakalářský titul. Od roku 1999 začal studovat také obor produkce na FAMU, kde v roce 2005 absolvoval jako magistr umění.

## Profesní kariéra

### Filmová produkce
V oblasti produkce je aktivní od roku 2002, kdy působil jako vedoucí produkce a koproducent festivalu AMUMRAJ a organizoval sekci FAMU na MFF studentských filmů v Benátkách.
V roce 2003 založil spolu s Ondřejem Beránkem a Jakubem Drocárem filmovou produkci Punk Film, která do roku 2018 vyrobila, kromě jiného, již čtyři filmové dokumenty, které byly uvedeny v kinodistribuci, několik středometrážních snímků, animovaný film a koprodukovala několik zahraničních filmů. Dále cca stopadesát reklam pro domácí i zahraniční trh, asi dvacet videoklipů (klip Visacího zámku - Známka punku byl v roce 2007 oceněn cenou Anděl pro nejlepší videoklip roku) a několik projektů určených primárně pro televizní trh.
Podílel se na vydání DVD Edice Járy Cimrmana, společně s agenturou Aura-Pont prodali 1.500.000 ks DVD.

## Filmografie
| Rok  | Film                               | Poznámky |
| ---- | ---------------------------------- | --- |
| 2018 | Čertí brko                         | celovečerní filmová pohádka, režie Marek Najbrt; ČR, SR koprodukce |
| 2017 | Jab Harry Met Sejal                | celovečerní bollywoodský velkofilm, režie Imtiaz Ali, hlavní role Shah Rukh Khan |
| 2016 | Girl Power                         | celovečerní dokumentární film, režie Jan Zajíček a SANY |
| 2015 | Filmový dobrodruh Karel Zeman      | celovečerní dokumentární film, režie Tomáš Hodan, nominace Český lev 2015, MFF Karlovy Vary, WFF Montreal a 12 dalších festivalů |
| 2013 | Ishq in Paris                      | celovečerní film, režie Prem Raj, produkční servis |
| 2012 | Cyril a Metoděj                    | celovečerní dokumentární film o slovanských apoštolech, režie O. M. Schmidt, (DVD 2013) |
| 2010 | Blázen z La Verny                  | celovečerní dokumentární film o sv. Františkovi, režie O. M. Schmidt |
| 2011 | Rockstar                           | celovečerní bollywoodský velkofilm, režie Imtiaz Ali, koprodukce a výkonná produkce |
| 2010 | Festivalová znělka Jeden svět 2010 | znělka pro mezinárodní festival dokumentárních filmů Jeden svět |
| 2009 | Krajina Osudu                      | celovečerní dokumentární film, režie P. Kolaja, kinodistribuce AČFK, (DVD 2012), Finále Plzeň – nejlepší český dokument roku 2010; 2. cena FF Artcam Třeboň |
| 2008 | Dej mi duši a ostatní si ponech    | celovečerní dokumentární film o Salesiánech, režie O. M. Schmidt, Festival AFO Olomouc |
| 2008 | Cargo, Who dares wins              | krátké filmy oceněny na MFF v Benátkách, koprodukce, výkonná produkce |
| 2008 | Lednice                            | krátký animovaný film, režie Lucie Štamfestová, hlavní cena za animaci na festivalech Cineposible, Cáceres Španělsko; Lucania v jihoitalském Pisticci; Norsko; Itálie; Slovensko a Bosna a Hercegovina |
| 2008 | Ján Mančuška                       | umělecké filmy pro výtvarné výstavy, New York, výkonná produkce |
| 2007 | Strážce plamene v obrazech         | film na hudbu dua Hapka a Horáček, Cena Anděl za nejlepší hudební DVD 2008 |
| 2007 | Miranda                            | venezuelský historický seriál, režie Luis A. Lamata, produkční servis |
| 2007 | To nevymyslíš                      | dva díly TV seriálu, režie Marek Dobeš, Jan Sládek, výkonný producent |
| 2007 | Známka punku                       | klip Visací Zámek, Cena Anděl 2007 za nejlepší videoklip |
| 2006 | Půl čtvrté                         | celovečerní dokument o lidech na Ukrajině, režie T. Hodan, kinodistribuce: ARTCAM distribution Rozstaje Europy Lublin Poland 2008; AFI International Film Festival Dallas 2007; Zagreb Dox 2007; Krakow Film Festival 2007; Finále Plzeň 2007; Jeden svět 2008; European Film documentary and anthropological film festival – dialektus, Budapest 2008 |
| 2005 | MP3: Mera Pehla Pehla Pyar         | indický celovečerní film, režie Robby Grewal, produkční servis |
| 2005 | Roswell Enterprises                | norský film, koprodukce, Berlinale 2006 |
| 2004 | Profil - Jan Kaplický              | dokumentární film, vedoucí produkce Simply Cinema |
| 2003 | Luxus                              | krátký dokumentární film, vedoucí produkce Simply Cinema |
| 2003 | Extremista                         | krátký film, vedoucí produkce Lampa Film |

## Rodina
- Má syna Cyrila a dvojčata Marianu a Vincenta. Je ženatý s Alicí Hůlovcovou.